# Baliste (1903)
Baliste – francuski niszczyciel z początku XX wieku, typu Arquebuse, w służbie podczas I wojny światowej.
Pomiędzy 1909 a 1912 został przystosowany do stawiania min.
Podczas wojny służył na Morzu Śródziemnym, bazując w Bizercie, a następnie w Salonikach. Został skreślony z listy floty 30 października 1919 roku.